# Campeonato Nacional de Basquete Masculino de 2000
O Campeonato Nacional de Basquete Masculino de 2000 (11ª edição) foi um torneio realizado a partir de 30 de janeiro até 30 de junho de 2000 por catorze equipes representando seis estados.

## Participantes
Bauru, Bauru/SP

 Botafogo, Rio de Janeiro/RJ

 Casa Branca, Casa Branca/SP

 COC/Ribeirão Preto, Ribeirão Preto/SP

 Corinthians-RS, Santa Cruz do Sul/RS

 Flamengo, Rio de Janeiro/RJ

 Franca, Franca/SP

 Hebraica, São Paulo/SP

 Ipiranga, Blumenau/SC

 Londrina, Londrina/PR

 Mogi das Cruzes, Mogi das Cruzes/SP

 Unit/Uberlândia, Uberlândia/MG

 Vasco/GR Barueri, Barueri/SP

 Vasco da Gama, Rio de Janeiro/RJ

## Regulamento

### Fórmula de disputa
O Campeonato Nacional de Basquete Masculino foi disputado por 14 equipes em duas fases:
- Fase classificatória: As 14 equipes disputaram partidas em um sistema de turno e returno, em que enfrentaram todos os adversários em seu mando de quadra e fora dele.
- Playoffs: As oito equipes classificadas jogaram num sistema mata mata e a vencedora desses foi declarada Campeã Nacional de Basquete Masculino de 2000. É dividida em três partes: 
  - Quartas de final: Foi disputada pelas equipes que passaram da primeira fase, seguindo a lógica: (1ª x 8ª); (2ª x 7ª); (3ª x 6ª); (4ª x 5ª). Estas jogaram partidas em melhor de cinco (jogos), sendo dois mandos de campo para cada e o jogo de desempate, se houvesse, no ginásio da equipe com o melhor índice técnico da fase classificatória.
  - Semifinais: Foi disputada pelas equipes que passaram das quartas de final, seguindo a lógica: vencedor A x vencedor D e vencedor B x vencedor C. Estas jogaram partidas em melhor de cinco (jogos), sendo dois mandos de campo para cada e o jogo de desempate, se houvesse, no ginásio da equipe com o melhor índice técnico da fase classificatória.
  - Final: Foi disputada entre as duas equipes vencedoras das semifinais, em melhor de cinco (jogos), sendo dois mandos de campo para cada e o jogo de desempate, se houvesse, no ginásio da equipe com o melhor índice técnico da fase classificatória. A equipe vencedora foi declarada campeã da competição.

### Critérios de desempate
1º: Confronto direto

2º: Saldo de cestas dos jogos entre as equipes

3º: Melhor cesta average (se o empate foi entre duas equipes)

4º: Sorteio

### Pontuação
Vitória: 2 pontos

Derrota: 1 ponto

Não comparecimento: 0 pontos

## Classificação
| 1  | Vasco da Gama             | 47 | 26 | 21 | 5  | 2221 | 2011 | 1,10443 |
| 2  | Unit/Uberlândia           | 44 | 26 | 18 | 8  | 2423 | 2305 | 1,05119 |
| 3  | Flamengo/Petrobras        | 44 | 26 | 18 | 8  | 2630 | 2552 | 1,03056 |
| 4  | Franca/Marathon           | 42 | 26 | 16 | 10 | 2256 | 2128 | 1,06015 |
| 5  | Botafogo                  | 41 | 26 | 15 | 11 | 2253 | 2189 | 1,02924 |
| 6  | AGF/Casa Branca           | 41 | 26 | 15 | 11 | 2243 | 2233 | 1,00448 |
| 7  | Mogi/Valtra               | 40 | 26 | 14 | 12 | 2201 | 2140 | 1,02850 |
| 8  | Grêmio/Londrina/Sercomtel | 40 | 26 | 14 | 12 | 2167 | 2194 | 0,98769 |
| 9  | Tilibra/Copimax/Bauru     | 39 | 26 | 13 | 13 | 2250 | 2201 | 1,02226 |
| 10 | COC/Ribeirão Preto        | 38 | 26 | 12 | 14 | 2234 | 2195 | 1,01777 |
| 11 | Vasco/Barueri             | 37 | 26 | 11 | 15 | 2231 | 2286 | 0,97594 |
| 12 | Hebraica                  | 31 | 26 | 5  | 21 | 2168 | 2316 | 0,93610 |
| 13 | Ipiranga/Badesc           | 31 | 26 | 5  | 21 | 2074 | 2307 | 0,89900 |
| 14 | RBM/Corinthians           | 31 | 26 | 5  | 21 | 1923 | 2217 | 0,86739 |

|  |                                           |
|  | Zona de classificação às quartas de final |

## Fase final
|  | Quartas de final | Quartas de final     | Quartas de final | Quartas de final   | Quartas de final | Quartas de final | Quartas de final | Quartas de final |   |                 | Semifinal          | Semifinal | Semifinal | Semifinal | Semifinal | Semifinal | Semifinal | Semifinal |  |  | Final | Final         | Final | Final | Final | Final | Final | Final |
|  |                  |                      |                  |                    |                  |                  |                  |                  |   |                 |                    |           |           |           |           |           |           |           |  |  |       |               |       |       |       |       |       |       |
|  | 1                | Vasco da Gama        | 79               | 92                 | 89               | 83               |                  | 3                |   |                 |                    |           |           |           |           |           |           |           |  |  |       |               |       |       |       |       |       |       |
|  | 8                | G.Londrina/Sercomtel | 83               | 87                 | 82               | 82               |                  | 1                |   |                 |                    |           |           |           |           |           |           |           |  |  |       |               |       |       |       |       |       |       |
|  | 8                | G.Londrina/Sercomtel | 83               | 87                 | 82               | 82               |                  | 1                | 1 | Vasco da Gama   | 93                 | 79        | 79        | 81        | 114       | 3         |           |           |  |  |       |               |       |       |       |       |       |       |
|  |                  |                      |                  |                    |                  |                  |                  |                  | 1 | Vasco da Gama   | 93                 | 79        | 79        | 81        | 114       | 3         |           |           |  |  |       |               |       |       |       |       |       |       |
|  |                  | 4                    | Franca/Marathon  | 73                 | 83               | 63               | 84               | 102              | 2 |                 |                    |           |           |           |           |           |           |           |  |  |       |               |       |       |       |       |       |       |
|  | 4                | 4                    | Franca/Marathon  | 73                 | 83               | 63               | 84               | 102              | 2 | Franca/Marathon | 100                | 110       | 88        | 84        | 102       | 3         |           |           |  |  |       |               |       |       |       |       |       |       |
|  | 4                |                      |                  |                    |                  |                  |                  |                  |   | Franca/Marathon | 100                | 110       | 88        | 84        | 102       | 3         |           |           |  |  |       |               |       |       |       |       |       |       |
|  | 5                | Botafogo             | 92               | 112                | 83               | 98               | 68               | 2                |   |                 |                    |           |           |           |           |           |           |           |  |  |       |               |       |       |       |       |       |       |
|  |                  |                      |                  |                    |                  |                  |                  |                  |   |                 |                    |           |           |           |           |           |           |           |  |  | 1     | Vasco da Gama | 114   | 108   | 103   | 110   |       | 3     |
|  |                  |                      | 3                | Flamengo/Petrobras | 105              | 88               | 115              | 103              |   | 1               |                    |           |           |           |           |           |           |           |  |  |       |               |       |       |       |       |       |       |
|  | 3                | Flamengo/Petrobras   | 87               | 99                 | 77               | 83               | 127              | 3                |   |                 |                    |           |           |           |           |           |           |           |  |  |       |               |       |       |       |       |       |       |
|  | 6                | AGF/Casa Branca      | 89               | 80                 | 82               | 78               | 104              | 2                |   |                 |                    |           |           |           |           |           |           |           |  |  |       |               |       |       |       |       |       |       |
|  | 6                | AGF/Casa Branca      | 89               | 80                 | 82               | 78               | 104              | 2                |   | 3               | Flamengo/Petrobras | 90        | 107       | 108       |           |           | 3         |           |  |  |       |               |       |       |       |       |       |       |
|  |                  |                      |                  |                    |                  |                  |                  |                  |   | 3               | Flamengo/Petrobras | 90        | 107       | 108       |           |           | 3         |           |  |  |       |               |       |       |       |       |       |       |
|  |                  | 2                    | Unit/Uberlândia  | 79                 | 102              | 101              |                  |                  | 0 |                 |                    |           |           |           |           |           |           |           |  |  |       |               |       |       |       |       |       |       |
|  | 2                | 2                    | Unit/Uberlândia  | 79                 | 102              | 101              | Unit/Uberlândia  | 78               | 0 | 91              | 96                 |           |           | 3         |           |           |           |           |  |  |       |               |       |       |       |       |       |       |
|  | 2                |                      |                  |                    |                  |                  | Unit/Uberlândia  | 78               |   | 91              | 96                 |           |           | 3         |           |           |           |           |  |  |       |               |       |       |       |       |       |       |
|  | 7                | Mogi/Valtra          | 73               | 83                 | 84               |                  |                  | 0                |   |                 |                    |           |           |           |           |           |           |           |  |  |       |               |       |       |       |       |       |       |

## Finais

### Primeiro jogo
| 23 de junho 21:00 |  | Flamengo/Petrobras | 105–114 | Vasco da Gama |  | Rio de Janeiro |  |

### Segundo jogo
| 25 de junho 18:15 |  | Vasco da Gama | 108–88 | Flamengo/Petrobras |  | Rio de Janeiro |  |

### Terceiro jogo
| 27 de junho 19:00 |  | Vasco da Gama | 103–115 | Flamengo/Petrobras |  | Rio de Janeiro |  |

### Quarto jogo
| 30 de junho 19:30 |  | Flamengo/Petrobras | 103–110 | Vasco da Gama |  | Rio de Janeiro |  |

0
| Campeonato Nacional de Basquete Masculino 2000 |
| ---------------------------------------------- |
| Vasco da Gama Campeão (1° título Brasileiro)   |